# Charles Greeley Abbot
Charles Greeley Abbot, född den 31 maj 1872, död den 17 december 1973, var en amerikansk astrofysiker, astronom och sekreterare vid Smithsonian Institution. Han föddes i Wilton, New Hampshire.

## Biografi

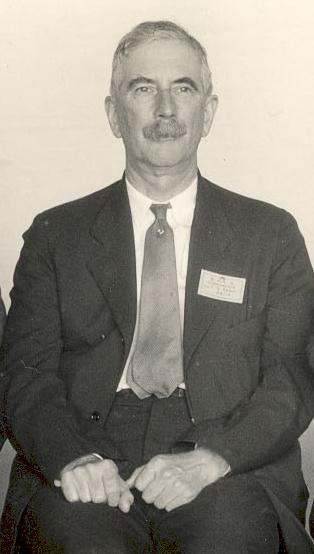
Charles G. Abbot vid den nionde Årliga Flygforskningskonferensen 1934

Abbot tog examen från Phillips Academy 1891 och en examen i kemisk fysik från MIT 1894. Samuel Pierpont Langley sökte en assistent till Smithsonian Astrophysical Observatory (SAO), och anställde Abbot 1895 tack vare hans kunskaper om laboratoriearbete, trots avsaknad av erfarenhet av astronomi.
Langley fokuserade på sina experiment i flygteknik, medan Abbot blev tjänstgörande chef för SAO 1896. När Langley avled 1906, efterträdde Abbot honom som chef 1907, och Charles Walcott blev sekreterare för Smithsonian. Abbot, som insåg att solkonstanten hade ett dåligt beräknat värde, föreslog ett mer rättvisande värde av 1,93 cal · cm-2 · min-1 för solkonstanten (det moderna värdet beräknas i watt per kvadratmeter).
Med ansvar för observatoriets solobservationer, konstruerade han och byggde instrument för att mäta solstrålning, inklusive en mycket förbättrad bolometer, som mätte Solens inre korona vid solförmörkelsen 1900 i Wadesboro, North Carolina.
Abbot blev vice sekreterare för Smithsonian Institute 1918. Han efterträdde Walcott som sekreterare 1928 och hjälpte institutet genom de turbulenta tiderna kring den stora depressionen under 1930-talet och under andra världskriget. Från 1941 var han ständig kommittéledamot i Foundation for the Study of Cycles. 
Abbot pensionerade sig från tjänsterna som chef för SAO och sekreterare för Smithsonian 1944 och var den förste sekreterare för Smithsonian Institute som inte avgick med döden. Den vice sekreteraren Alexander Wetmore efterträdde honom som sekreterare 1944.

## Priser
Abbot tilldelades Henry Draper-medaljen av National Academy of Sciences 1910 och Rumfordpriset av American Academy of Arts and Sciences 1915.
Nedslagskratern Abbot på Månen har fått namn efter honom. Det gjordes härvid ett undantag, eftersom den fick hans namn medan han fortfarande levde.

## Studier
Abbot arbetade för att ge ekonomiskt stöd till raketpionjären Robert Goddard under första världskriget, men till hans stora besvikelse avbröts stödet efter krigets slut.
Abbot, liksom Langley, stödde idén att Solens strålning varierar och att denna variation kan påverka vädret. Han sökte hela tiden efter variationer i solkonstanten och hoppades att dessa kunde användas för väderprognoser. Han trodde sig ha hittat sådana variationer på en magnitud av 3 - 10 %. Moderna mätningar med större noggrannhet visar dock att sådana variationer inte förekommer, vid sidan om små variationer i samband med bland annat solfläckar.
Han slutförde kartläggningen av det infraröda solspektrumet och gjorde systematiska studier av solens strålning, strålningens relation till solfläckscykeln och den effekt det hade på vädret. Han studerade också Jordens atmosfärs transmission och absorption. Han fullkomnade flera standardinstrument som nu används allmänt för att mäta Solens temperatur och han uppfann apparater som utnyttjade solenergi.
År 1938 författade han anonymt en studie till Journal of Parapsychology, där han beskrev sina studier i klärvoajans. I studien hävdade han att klärvoajans hade blivit lika tydligt för honom som gravitationen. Hans fynd erkändes senare som de första statistiska beläggen av en psykologisk effekt i parapsykologin. Han publicerade en genomgång av fynden igen i eget namn i tidningen Journal 1949.
Han tog sitt sista patent när han var 101 år gammal, den äldste person som någonsin har fått ett patent. Han avled i Washington, D.C..